# 莉澤·奧斯特加德
安娜·伊莉莎白·「莉澤」·奧斯特加德（丹麥語：Anna Elisabeth "Lise" Østergaard，1924年11月18日—1996年3月19日）是一名丹麥心理學家和社會民主黨政治人物。在安高·約恩森的領導下，她曾擔任不管部長（1977年—1980年）和文化部長（1980年—1982年）。身為心理學家，她曾擔任哥本哈根Rigshospitalet醫院的心理科主任（1958年）以及哥本哈根大學臨床心理學教授（1963年），這是她在1980年代中期結束政治生涯後重新擔任的職位。

## 生平
奧斯特加德於1924年11月18日出生於歐登塞，是阿爾弗雷德·奧斯特加德（Alfred Østergaard）和妻子瑪莎·克里斯汀·尼爾森（Martha Kirstine Nielsen）的女兒。她在歐登塞度過最初的12年，之後隨父母搬到根措夫特。雖然在學校遇到困難，但她最終還是進入哥本哈根大學攻讀心理學。她違背父親的意願離家出走，靠著當醫生的秘書養活自己。

### 心理學
1947年畢業後，奧斯特加德在斯德哥爾摩的一家兒童醫院諾爾特勒醫院擔任心理學家。1949年，她回到丹麥，先是在路易絲女王兒童醫院（Dronning Louises Børnehospital）工作了一年，然後轉到哥本哈根大學新成立的兒童心理診所，一直工作到1954年。隨後，她進入Rigshospitalet的心理部門工作，並於1958年被任命為首席心理學家，累積了豐富的臨床心理學經驗。因此，從1955年到1960年，她一直擔任丹麥心理學家協會（Dansk Psychologforening）的臨床心理學課程負責人，同時作為該大學的第一位女心理學家任教。她也曾在瑞典隆德和挪威卑爾根擔任客座講師。
她的著作《心理測驗方法及其與臨床精神病學的關係》（Den psykologiske testmetode og dens relation til klinisk psykiatri）於1961年出版，引起精神病學家的極大興趣。在Rigshospitalet工作期間，奧斯特加德治療了許多精神分裂症患者。1962年，奧斯特加德發表《正式精神分裂症思維障礙的心理學分析》（En psykologisk analyse af de formelle schizofrene tankeforstyrrelser）一書，為與美國國家精神衛生研究所合作研究心理學和精神病學之間的界限鋪平道路。
1963年，奧斯特加德成為哥本哈根大學第一位心理學女教授。在領導學生諮商診所（Studenterrådgivningsklinikken）之後，她於1968年成立臨床心理學研究所（Institut for Klinisk Psykologi）。1970年至1973年，她是丹麥聯合國教科文組織委員會成員，1973年起擔任丹麥技術科學院（Akademiet for de Tekniske Videnskaber）成員。

### 政治生涯

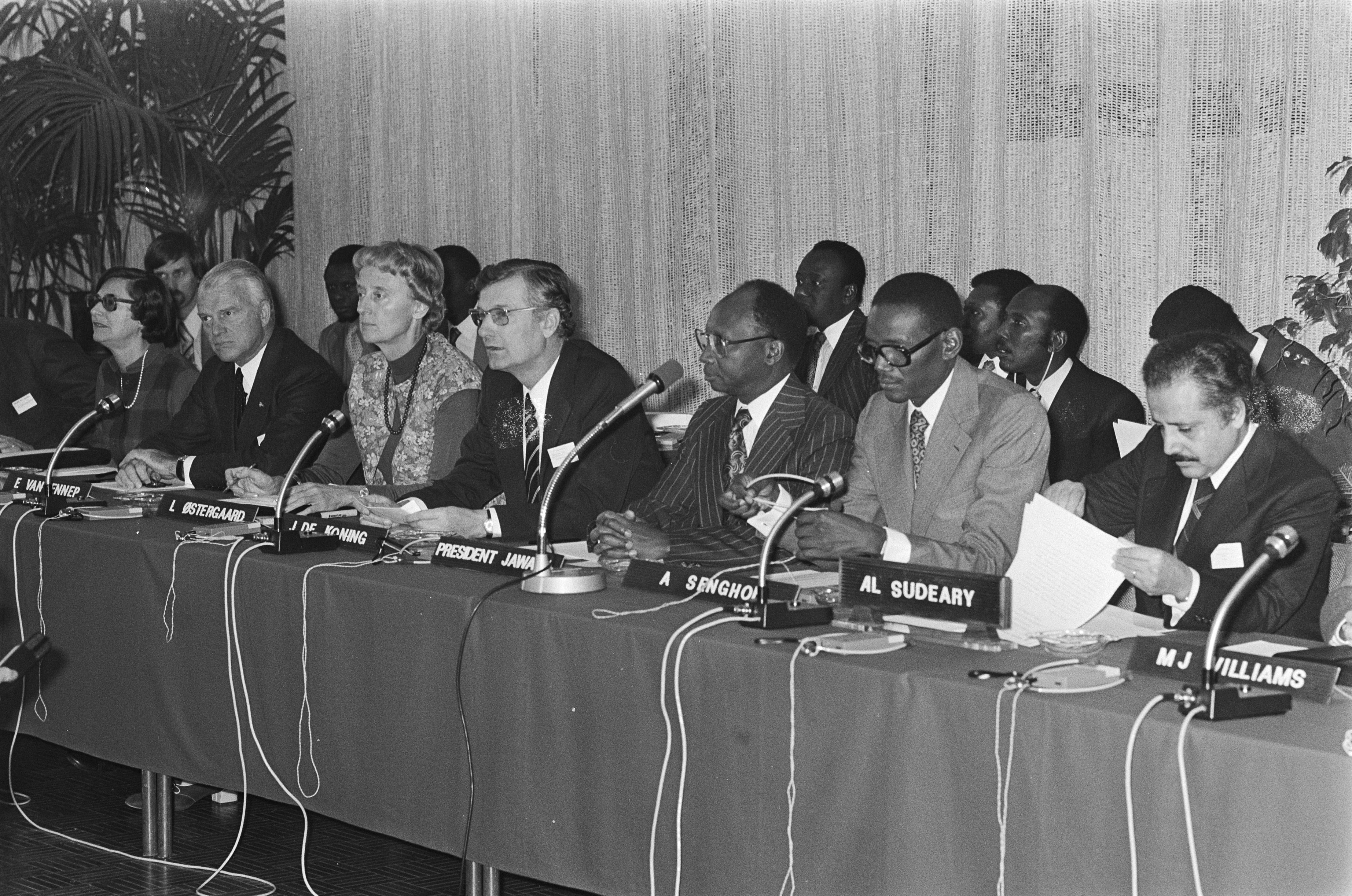
莉澤·奧斯特加德（左三），攝於1978年阿姆斯特丹

1970年代初，奧斯特加德加入丹麥難民理事會，並在1974年至1977年間擔任發言人。她也越來越積極參與兒童事務，成為丹麥兒童委員會的發言人，在該委員會中，她宣傳了陪產假的必要性。1977年，她的生活發生重大變化，安高·約恩森任命她為外交事務大臣，專門負責外交事務。
奧斯特加德雖然沒有政治背景，但她敢於批評西方國家為其統治階級地位而戰，而不是幫助窮人。1980年，她反對丹麥支持北約關於西歐火箭防禦現代化的決定，引起了廣泛關注。在獲得越來越多的支持後，她於1979年以相當高的多數票當選為格拉德薩克森地區的丹麥議會議員。1980年，她被任命為文化部長和北歐事務部長，直到1982年社會主義政府被擊敗。1980年，她主持在哥本哈根舉行的聯合國世界婦女大會，1982年，她擔任在墨西哥舉行的聯合國教科文組織世界文化大會的副主席。她一直擔任國會議員直至1984年，但沒有尋求連任。

### 晚年生活
離開丹麥議會後，奧斯特加德回到哥本哈根大學，專注於研究婦女為國際發展做出貢獻的必要性。她的教授職位一直擔任到1994年。
奧斯特加德於1996年3月19日在哥本哈根去世，享年71歲，葬於霍爾門公墓。她與貢納爾·P·羅森達爾（Gunnar P. Rosendahl）同葬一處，她於1974年與羅森達爾結婚。